# O-sekoer
O-sekoer, pseudoniem van Luc Descheemaeker (Kuurne, 2 oktober 1955), is een Belgisch cartoonist.

## Biografie
Descheemaeker groeide op in Bavikhove, waar hij al vroeg met tekenen begon. Naast zijn werkzaamheden als cartoonist was hij veertig jaar lang leraar plastische opvoeding en docent kunst en cultuurwetenschappen aan het Sint-Jozefinstituut College in Torhout. In de zomer van 2016 ging hij met pensioen. Zijn werk bestaat hoofdzakelijk uit het tekenen van cartoons en het maken van humoristische foto's. Hij publiceert niet maar prefereert zijn werk in te zenden aan internationale festivals. Hij heeft in de afgelopen jaren meer dan 150 prijzen gewonnen en publiceerde diverse boeken met cartoons.

## Prijzen
Hij ontving verschillende prijzen, waaronder als fotograaf de Gouden Lens, de eerste prijs op het Cartoonfestival Knokke-Heist en in de United Nations/Ranan Lurie Political Cartoon Awards won hij de tweede prijs.
Hij won de cultuurprijs 2016 van de stad Torhout.

### Holocaustspot cartoonwedstrijd in Teheran
Descheemaeker kreeg in 2016 voor een tekening een speciale prijs op een Iraanse cartoonwedstrijd rond de holocaust. Deze wedstrijd was omstreden en werd bekritiseerd door Irina Bokova, directeur-generaal van UNESCO: “Een initiatief dat als doel heeft om het vermoorden van miljoenen Joden te bespotten en kan daarom enkel haat, geweld en racisme genereren”.
In de cartoon bekritiseerde hij de door de VN als illegaal beschouwde Israëlische muur op de Westelijke Jordaanoever, door die in een tekening te combineren met het bekende opschrift Arbeit macht frei boven de toegangspoort tot Auschwitz.
Hierna werd de tekenaar beschuldigd van antisemitisme of onwetendheid terwijl er ook andere antisemitisch geachte cartoons van zijn hand opdoken. Descheemaeker, die in zijn schoolcarrière bekroond werd voor werk rond de Tweede Wereldoorlog, gaf aan de beschuldigingen en haatmails niet te aanvaarden.

### Trumpspot
In juni 2016 deed Descheemaeker mee aan een tentoonstelling in Mexico City. Op een fictieve cover van Time magazine stond de haardos van Hitler met het silhouet van Trump als snorretje. De spotprent werd gemaakt in kader van de verkiezingsbelofte om een muur te bouwen op de grens tussen Amerika en Mexico van presidentskandidaat Trump.
In mei 2020 werd de prent aangepast met de woorden " racism The greater virus". Door de overlijden George Floyd door politiegeweld in de VS enkele dagen later werd de cartoon veelvuldig gedeeld.